# Elettrotreni Hitachi L6
Gli elettrotreni Hitachi sono un gruppo di elettrotreni costruiti dalla società italiana Hitachi Rail STS. Saranno in servizio sulla linea 6 della metropolitana di Napoli, gestita dall'ANM.

## Storia
In vista della riapertura della linea, a fine febbraio 2024 l'ANM ha commissionato a Hitachi Rail STS la costruzione di ventidue nuovi treni, da immettere in servizio a partire dall'estate 2025. I primi sei saranno introdotti nella rimessa a Nord della stazione Mostra, i cui lavori di ampliamento per ospitarli sono iniziati a febbraio 2025, in attesa della costruzione del deposito, dove sarà possibile allestire i convogli in doppia composizione.

## Caratteristiche
Gli elettrotreni hanno una lunghezza di 39 metri ciascuno. Il primo lotto, composto da sei unità per una lunghezza complessiva di circa 240 metri, sarà consegnato nel biennio 2025-2026. I treni in doppia composizione, che avranno una lunghezza totale di circa 80 metri, entreranno in servizio successivamente, una volta completata la realizzazione del nuovo deposito-officina di Campegna, la cui apertura è stimata entro il 2030.